# Kali tetracloroplatinat
Kali tetracloroplatinat(II) là một hợp chất vô cơ có thành phần gồm nguyên tố kali và gốc tetracloroplatinat, hay cation kali và anion PtCl42-, với công thức hóa học được quy định là K2PtCl4. Hợp chất tồn tại dưới dạng thức muối màu cam đỏ này là một chất phản ứng quan trọng trong việc chuẩn bị các phức hợp khác của platin (bạch kim). Các hợp chất muối tương tự cũng được biết đến còn có natri tetracloroplantinat(II), công thức hóa học là Na2PtCl4, có màu nâu và hòa tan trong rượu và muối amoni bậc bốn, tan trong một phạm vi rộng các dung môi hữu cơ.

## Điều chế
Kali tetracloroplatinat được điều chế bằng cách khử muối hexacloroplatinat tương ứng với hydrazine. K2PtCl4 là một trong những muối thu được một cách dễ dàng nhất từ các quặng platin. Phức hợp này chỉ tan trong nước. Xử lý bằng rượu, đặc biệt là khi có mặt base, làm khử kim loại platin. Muối tetracloroplatinat hữu cơ, như [PPN]2PtCl4 hòa tan trong các clorocacbon.

## Phản ứng
Thuốc chống ung thư Cisplatin cũng có thể được điều chế bằng phương pháp được miêu tả bằng phương trình:
PtCl42− +  2 NH3  →   cis-PtCl2(NH3)2  +  2 Cl−